# 7,5 cm Gebirgsgeschütz 36
7,5 cm Gebirgsgeschütz 36 (7,5 cm Geb.G.36) – niemieckie działo górskie. Działo było zasilane amunicją składaną. Geb.G.36 miał łoże dwuogonowe, rozstawne. Trakcja juczna (8 juków).